# Galasuperšou
Galasuperšou byla zábavný estrádní pořad Československé televize, který byl vysílán v letech 1984–1987 a který byl postaven jak na konverzačním humoru dvojice Karel Šíp & Jaroslav Uhlíř, tak na situačním humoru a navozování absurdních situací ve stylu experimentálního divadla 60. let (které tím však bylo spíš parodováno než oslavováno) – například řízení orchestru dopravním strážníkem, tenisový turnaj housle versus klavír apod. Ve svérázných dialozích se často objevily narážky na vládnoucí režim.
Celkem vzniklo 7 dílů pořadu:
- 1. Galasuperšou aneb Šou na nečisto (1984, premiéra 22. září 1984)
- 2. Galasuperšou aneb Šou za všechny peníze (1984, premiéra 29. března 1985)
- 3. Galasuperšou aneb Šou pro čtyři ruce a orchestr (1985, premiéra 31. prosince 1985)
- 4. Galasuperšou aneb Šou na vlastní triko (1985, premiéra 8. února 1986)
- 5. Galasuperšou aneb Dostali jsme na frak (1986, premiéra 28. listopadu 1986)
- 6. Galasuperšou aneb Fiasko (1986, premiéra 15. srpna 1987)
- 7. Galasuperšou aneb Telemost Praha-Poděbrady (1987, premiéra 30. června 1991)

Po roce 1990 byl pořad reprízován v létě 2000 v rámci cyklu Návraty mistrů zábavy, díly 3–7 zopakovala ČT1 v roce 2014. Některé scénky se dočkaly uvedení v komponovaném pásmu Den Československé televize, vysílaném společně na ČT2 a STV2 v květnu 2003 u příležitosti půlstoletí od vzniku tehdejší Československé televise. V letech 2020–2022 byl pořad opakovaně reprízován na stanici ČT3.